# 韦斯特林山区阿尔滕基兴县
韦斯特林山区阿尔滕基兴县（德語：Landkreis Altenkirchen (Westerwald)），简称阿尔滕基兴县，是德国莱茵兰-普法尔茨州北部的一个县，首府韦斯特林山区阿尔滕基兴。

## 地理
韦斯特林山区阿尔滕基兴县北面与北莱茵-威斯特法伦州的莱茵-锡格县、上贝吉施县、奥尔珀县和锡根-维特根施泰因县，南面与韦斯特林山县和新维德县相邻。